# Кость Ишанго

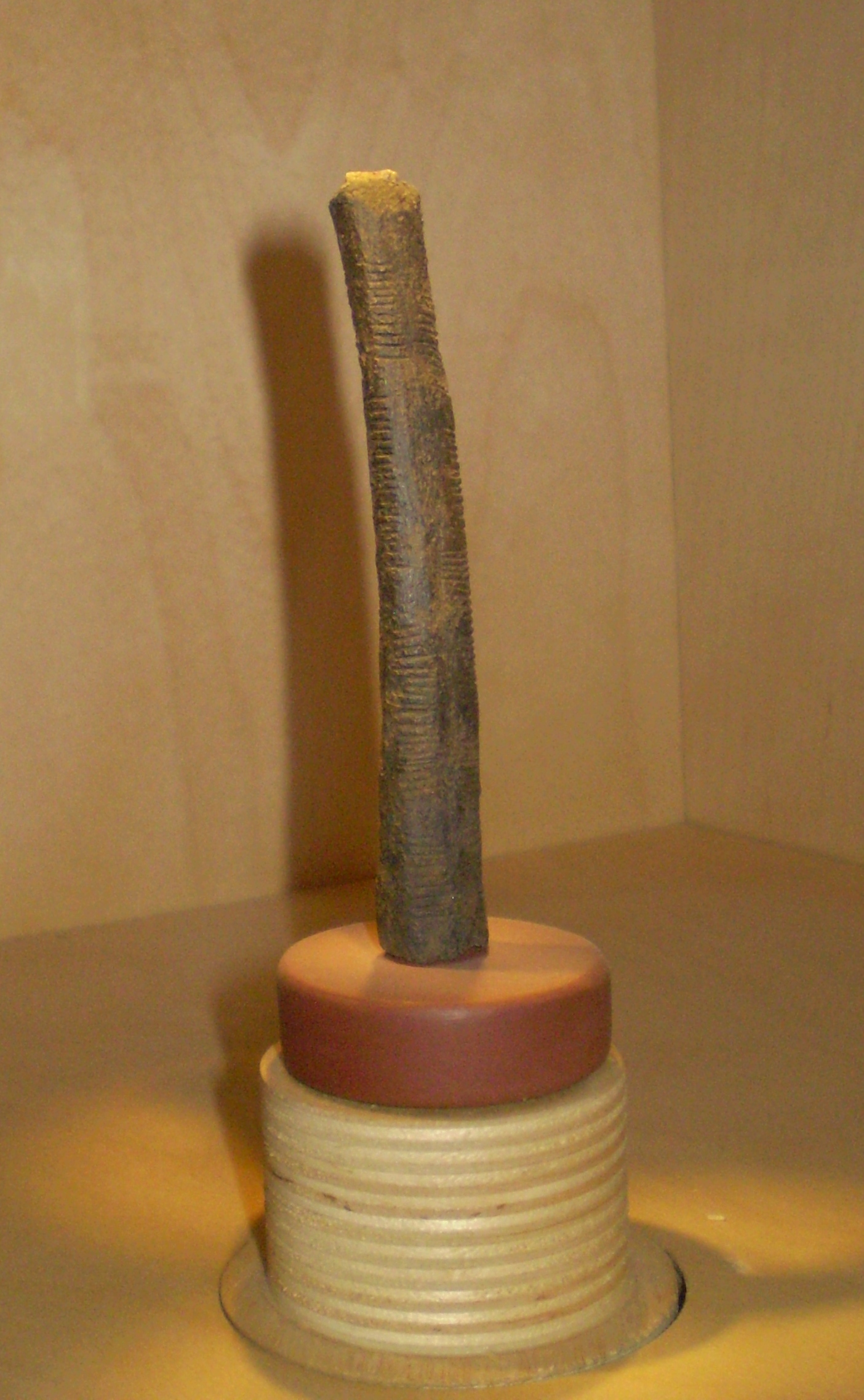

Кость Ишанго — археологический артефакт, представляющий собой костяной инструмент, сделанный из малоберцовой кости бабуина с прикреплённым к одному из её концов острым отщепом кварца и тремя рядами насечек по всей её длине. Предположительное время создания — эпоха верхнего палеолита. По одним данным, предмет изготовлен от 9 до 6,5 тысяч лет назад, по другим — более 20 тысяч лет назад.
Была обнаружена в 1950 году бельгийским геологом Жаном Хайнзелином де Брокуром в Бельгийском Конго на территории стоянки Ишанго около верховий реки Нил, которая была похоронена под слоями вулканического пепла. Её назначение вызвало споры между учёными: некоторые из них считают, что кость представляет собой древнюю рейку, тогда как другие — ввиду наличия на ней насечек — древнейшим инструментом для арифметических подсчётов. Эта точка зрения, однако, имеет и множество противников, по мнению которых, насечки сделаны для того, чтобы ручку инструмента было удобнее держать, или по каким-либо иным причинам, не имеющим отношения к арифметике.
Ныне кость Ишанго является экспонатом музея Бельгийского королевского института естественных наук в Брюсселе.
Внесена в публичную библиотеку OEIS под круглым номером A100000